# Fusarium buharicum
Fusarium buharicum är en svampart som beskrevs av Jacz. ex Babajan & D.N. Babajan 1929. Fusarium buharicum ingår i släktet Fusarium och familjen Nectriaceae.   Inga underarter finns listade i Catalogue of Life.